# August Jürima
August Jürima (também Jürman; Järvamaa, 23 de agosto de 1887 – 15 de junho de 1942, Oblast de Kirov) foi um agrónomo, economista e político estoniano. Ele foi um membro do V Riigikogu e serviu entre 1932 e 1933 como Ministro da Economia.